# Équation d'état de Vinet
L'équation d'état de Vinet est une relation qui lie le volume d'un corps et la pression à laquelle il est soumis. C'est une des nombreuses équations d'état qui ont été utilisées en sciences de la Terre pour modéliser le comportement de la matière dans les conditions de hautes pressions qui règnent à l'intérieur du globe terrestre. 

## Contexte général
L'étude de la structure interne de la terre passe par la connaissance des propriétés mécaniques des constituants des couches internes de la planète. On parle alors de conditions extrêmes : les pressions s'y comptent en centaines de gigapascals et les températures en milliers de degrés. L'étude des propriétés de la matière dans ces conditions peut se faire de manière expérimentale grâce à des dispositifs comme la cellule à enclumes de diamant pour les pressions statiques, ou en soumettant la matière à des ondes de choc. Elle a également donné lieu à des travaux théoriques visant à déterminer des équations d'état, c'est-à-dire des relations liant les différents paramètres qui définissent dans ce cas l'état de la matière : le volume (ou la densité), la température et la pression.
On peut distinguer deux approches :
- les équations d'état dérivées de potentiels interatomiques, ou éventuellement de calculs ab initio ;
- les équations d'état dérivées des relations générales de la mécanique et de la thermodynamique.

Plusieurs dizaines d'équations ont ainsi été proposées par différents auteurs. Ce sont des relations empiriques, dont la qualité et la pertinence dépendent de l'usage qui en est fait. On peut en juger selon différents critères : le nombre de paramètres indépendants qu'elles font intervenir, la signification physique qu'il est possible d'attribuer à ces paramètres, la qualité des affinements qu'elles permettent sur les données expérimentales, la cohérence des hypothèses théoriques qui les sous-tendent, leur capacité à extrapoler le comportement des solides aux fortes compressions.

## Expression de l'équation de Vinet
En notant {\displaystyle V_{0}}, {\displaystyle K_{0}} et {\displaystyle K_{0}'} respectivement le volume, le module d'élasticité isostatique et sa dérivée première par rapport à la pression, tous trois pris à pression nulle {\displaystyle P=0}, l'équation de Vinet s'écrit:
{\displaystyle P=3K_{0}\left({\frac {1-f}{f^{2}}}\right)\exp \left[{\frac {3}{2}}(K_{0}'-1)(1-f)\right]}
avec
{\displaystyle f={\sqrt[{3}]{\frac {V}{V_{0}}}}}.
Cette équation provient d'une expression générale de l'énergie de cohésion de la matière condensée en fonction d'une distance interparticule normalisée. La démonstration d'origine est reprise avec des notations simplifiées dans l'ouvrage de Poirier.
L'équation de Vinet est parfois qualifiée d'équation d'état universelle, d'abord par ses auteurs eux-mêmes, puis dans la littérature scientifique, en référence au fait qu'elle permet de modéliser de manière satisfaisante la compression de différents solides présentant des liaisons chimiques et des compressibilités très différentes : métalliques, ioniques, covalentes et de van der Waals. Comparée à d'autres équations d'état classiques, elle présente de meilleurs caractéristiques pour les matériaux à K' élevé,.